# جلبان مزروع
الجلبان المزروع أو القريناء أو العثر أو الحسف أو خلر أو جلول أو شلطيث نوع نباتي ينتمي إلى جنس الجلبان من الفصيلة البقولية. ويُعرف الجلبان المزورع بعدّة أسماءٍ منها الجُلبان والبيقية الهندية (أمريكا الشمالية والمملكة المتحدة).
ورغم أن الجلبان المزروع لا يضرّ بالإنسان عند تناوله بكمياتٍ قليلة، إلا أن تناول بذوره لفترة تزيد عن ثلاثة أشهر متواصلة يتسبّب في خلق اضطرابٍ عصبي، غالباً مايُفضي إلى شلل غير قابل للشفاء في عضلات الساق. ويرجّح الباحثون في المركز الدولي للبحوث الزراعية في المناطق الجافة (إيكاردا-ICARDA ومنظمة "حصاد المستقبل"(Future harvest) التي تتّخذ من واشنطن مقراً لها، ارتفاع نسبة الإصابة بهذا المرض على مدى الأشهر العديدة القادمة، مع تفاقم سوء ظروف الجفاف في إفريقيا وآسيا. ورغم أنّ الشلل ظاهرةٌ مألوفة في المناطق الريفية المتأثّرة بفترات الجفاف الطويلة، إلا أنّه غير معروف بشكلٍ جيد في البلدان الغربية.
زراعة الجلبان شائعة في بنغلاديش والصين وإثيوبيا والهند ونيبال والباكستان. شكله أشبه بالماش (اللوبياء الذهبية)، والتي هي عبارة عن بذور صغيرة خضراء اللون تُستخدم عادةً في إنتاج أشطاء الفاصولياء التي تُستعمل في المطبخ الآسيوي.
يُعدّ الجلبان المزروع أنموذجاً للنباتات المتحمّلة للجفاف. ويعرف الفقراء حقّ المعرفة التأثيرات التي تتمخّض عن تناولهم للجلبان المزروع، إلاّ أنّهم يعيشون ضمن ظروفٍ يائسة جداّ بحيث لايملكون خياراً آخر سوى استخدامه في غذائهم. وقد أردنا أن نجعل من هذا الخيار الأخير خياراً آمناً.
لقد تمكّن الباحثون العاملون في مقرّ إيكاردا الرئيسي في حلب، بسورية، من حصاد السلالات الأولى للجلبان المزروع والتي يمكن تناولها دون مخافة الإصابة بالشلل. وأظهرت الاختبارات المخبرية المكثّفة أنّ سلالات الجلبان المزروع المستنبطة في إيكاردا آمنةٌ تماماً وصالحة للاستهلاك البشري. الذي ينطوي على مصدرٍ غذائيٍّ مهمّ، غنيّ بالبروتين، والذي يتمكّن من المحافظة على بقائه لأسابيع بل لأشهر دون الحاجة لمياه الأمطار.
يعمد المزارعون إلى زراعة الجلبان كمحصولٍ علفي لحيواناتهم لما عُرِف عنه من الشدّة في الظروف الجافة. وأصناف الجلبان لاتضرّ بالمواشي. إلا أن الزرّاع يستعملونه كذلك كوجبةٍ مكمّلة في غذاء العائلة. ويُعتبر الجلبان الغني بالبروتين وبالحمض الأميني الليسيني، غير ضارّ نسبياً بالإنسان إذا ماتمّ تناوله بكمياتٍ قليلة. بيد أنّ الظروف اليائسة، كما هو الحال في فترات الجفاف، هي التي تجعل الناس يواجهون خطر الإصابة، غير القابلة للشفاء، بالشلل الذي تتسبّب به أصناف الجلبان التقليدية.

## اقرأ أيضاً
- كيناكو